# Open Road
Open Road är en populär låt från den kanadensiska sångaren Bryan Adams album Room Service.